# Dražen Čulin
Dražen Čulin (ur. 3 sierpnia 1985 w Dugopolju) – chorwacki wioślarz.

## Osiągnięcia
- Mistrzostwa Europy – Brześć 2009 – ósemka – 7. miejsce[1].